# طبقه‌بندی بین‌المللی اختلال‌های خواب
طبقه‌بندی بین‌المللی اختلال‌های خواب (انگلیسی: International Classification of Sleep Disorders یا ICSD) مرجع و راهنمای تشخیص و کدگذاری در زمینهٔ خواب و پزشکی خواب است که از سوی آکادمی پزشکی خواب آمریکا (AASM) به همراه انجمن پژوهش خواب اروپا، انجمن پژوهش خواب ژاپن، و انجمن پژوهش خواب آمریکای لاتین منتشر می‌شود. نسخهٔ آغازین آن در ۱۹۷۹ در مجلهٔ خواب شروع شد و نسخهٔ اول آن در ۱۹۹۰ منتشر شد. نسخهٔ دوم آن با عنوان ICSD-2 در ۲۰۰۵ و نسخهٔ سوم آن با عنوان ICSD-3 در ۲۰۱۴ منتشر شد.
این مرجع اختلال‌های خواب را به چهار طبقه تقسیم کرده‌است؛ دیس سومیناها، پاراسومیناها، اختلال‌های خواب وابسته به اختلالات طبی- روان‌پزشکی و اختلال‌های خواب پیشنهاد شده‌است.

## تاریخ طبقه‌بندی اختلال‌های خواب
| سال  | ICSD                  | ICD         | DSM       |
| ---- | --------------------- | ----------- | --------- |
| ۱۹۷۴ |                       |             | DSM-III   |
| ۱۹۷۵ |                       | ICD-9       |           |
| ۱۹۷۹ | Nosology              |             |           |
| ۱۹۸۰ |                       | ICD-CM      | DSM-III   |
| ۱۹۸۷ |                       |             | DSM-III-R |
| ۱۹۹۰ | ICSD                  |             |           |
| ۱۹۹۲ |                       | ICD-10      |           |
| ۱۹۹۴ |                       |             | DSM-IV    |
| ۱۹۹۷ | ICSD-R                |             |           |
| ۲۰۰۰ |                       |             | DSM-IV-TR |
| ۲۰۰۵ | ICSD-2                |             |           |
| ۲۰۰۶ | ICSD-2 Pocket Version |             |           |
| ۲۰۱۰ |                       | ICD-10-CM   |           |
| ۲۰۱۴ | ICSD-3                |             | DSM-5     |
| ۲۰۱۵ |                       | ICD-11 Beta |           |